# Castello di Jever

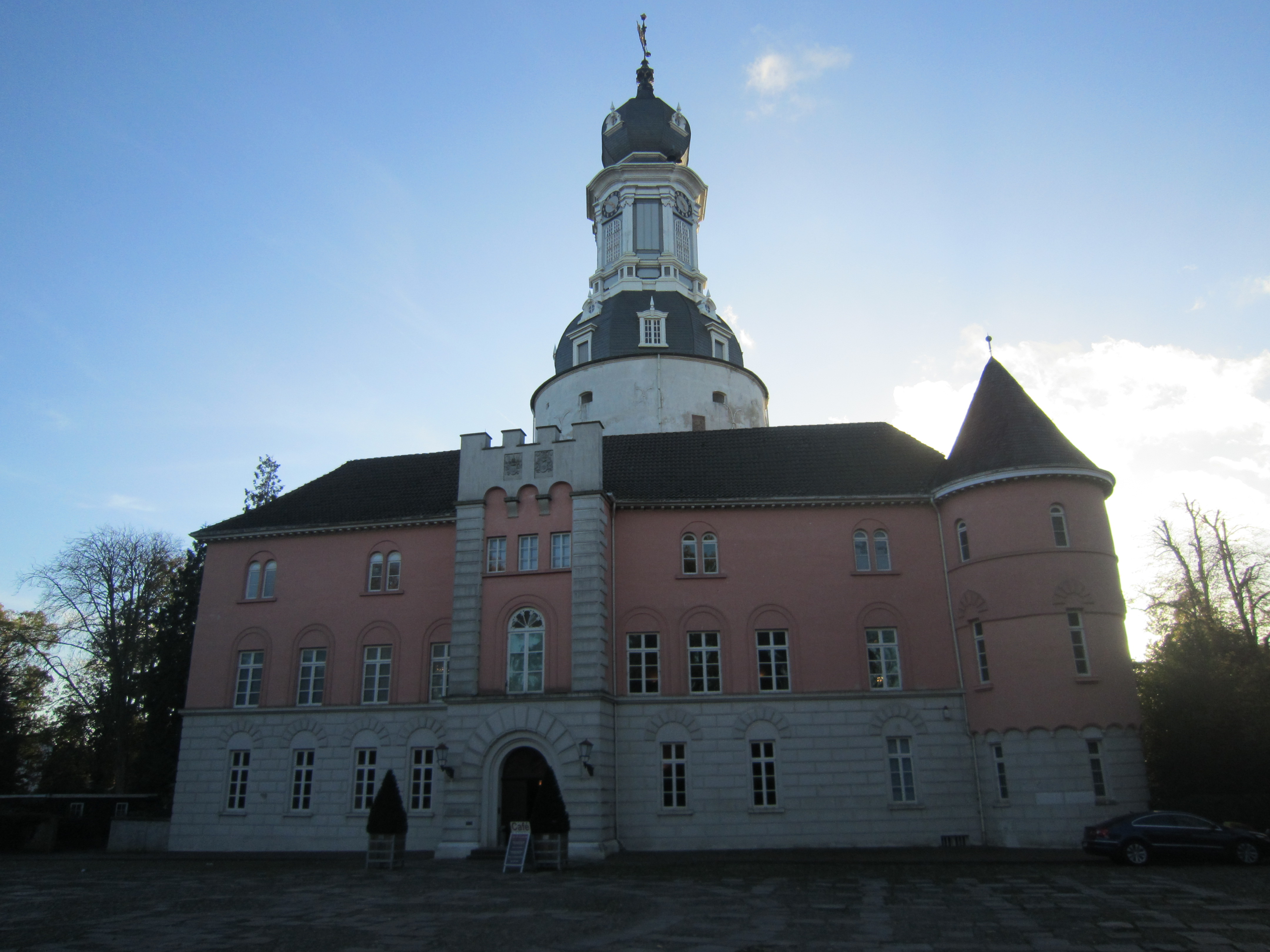
La facciata principale del castello

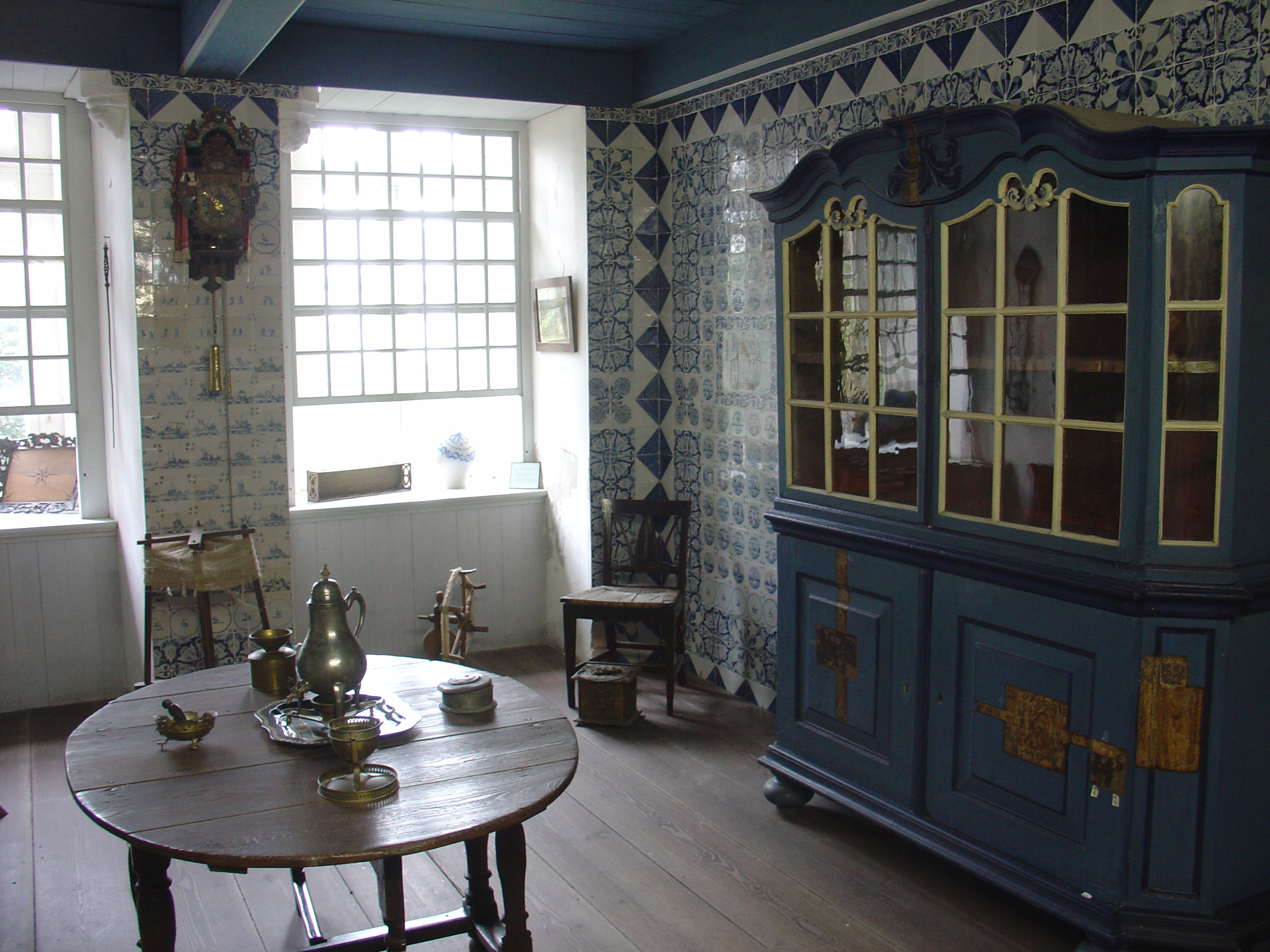
Mobili nel museo del castello

Il castello di Jever (in tedesco: Schloss Jever) è un castello della città tedesca di Jever, in Bassa Sassonia (Germania nord-occidentale), costruito nella forma attuale tra il XV e il XVI secolo con aggiunte nella prima metà del XVIII secolo, ma le cui origini risalgono al XIV secolo.
L'edificio ospita un museo, il Kulturhistorisches Museum des Jeverlandes.

## Storia
La fortezza originaria venne fatta costruire alla fine del XIV secolo per volere di Edo Wiemken il Vecchio, capo della popolazione dei Frisoni occidentali. La struttura subì varie distruzioni.
Nel 1428, la torre della fortezza venne modificata per volere di Hajo Harda: la torre raggiunse così un'altezza di 24 metri e acquisì una forma rotondeggiante
Tra il XV e il XVI secolo, la fortezza venne trasformata in castello con quattro ali.
Ulteriori ammodernamenti furono effettuati tra il 1560 e il 1564 per volere della proprietaria Maria di Jever (1500-1575), che fece realizzare, tra l'altro, la Sala dei Cavalieri.
Circa settant'anni dopo, segnatamente il 1730 e il 1736, la torre del castello venne trasformata in una struttura barocca per volere del principe Giovanni Augusto di Anhalt-Zerbst e raggiunse l'altezza attuale.
A partire dal 1828, fu creato il parco che circonda il castello.
Nel 1919 o 1921, venne inaugurato il museo del castello.

## Descrizione
La torre del castello ha un'altezza di 67 metri. La torre è aperta al pubblico solo sette mesi all'anno, da aprile a ottobre.
Nel parco del castello sono presenti alberi quali faggi, frassini, querce, tigli, ecc.
Il museo del castello ospita una collezione di oggetti (tra cui mobili, manufatti, documenti, ecc.) che ripercorrono la storia della signoria di Jever.